# Ghasem Rezaei
Ghasem Rezaei (n. 18 august 1985, Amol, Iran) este un luptător ce a reprezentat Iran, medaliat olimpic. A participat la 3 ediții ale Jocurilor Olimpice (2008, 2012, 2016) în care a câștigat o medalie de aur.